# Хутор (Светлогорский район)
Хутор (бел. Ху́тар) — деревня в Боровиковском сельсовете Светлогорского района Гомельской области Республики Беларусь.

## География

### Расположение
В 20 км на юг от Светлогорска, 21 км от железнодорожной станции Светлогорск-на-Березине (на линии Жлобин — Калинковичи), 100 км от Гомеля.

### Гидрография
На западе мелиоративные каналы, соединённые с рекой Жердянка (приток реки Березины).

## Транспортная сеть
На автодороге Мармовичи — Речица. Планировка состоит из меридиональной улицы, которая на севере поворачивается на восток, на юге — на запад и дважды пересекается короткими широтными улицами. Застройка деревянная, усадебного типа. В 1987 году построены 55 кирпичных, коттеджного типа, домов в которых разместились переселенцы из мест, загрязнённых радиацией после катастрофы на Чернобыльской АЭС.

## История
Согласно письменным источникам известна с XIX века как селение в Якимовослободской волости Речицкого уезда Минской губернии. В 1858 году собственность казны. В 1879 году обозначена в числе селений Славинского церковного прихода. Согласно переписи 1897 года действовал магазин.
В 1930 году организован колхоз «Лучшая доля», работали 3 ветряные мельницы, кузница. Во время Великой Отечественной войны 14 июня 1942 года оккупанты полностью сожгли деревню и расстреляли 36 жителей (похоронены на деревенском кладбище). Поблизости базировался Паричский подпольный РК КП(б)Б и отдельный Паричский партизанский отряд имени Кирова. В освобождения деревни вместе с солдатами регулярных войск участвовали партизаны. 
Расположены подсобное хозяйство агропромышленного управления РУП «Белоруснефть», лесопилка, мельница, механическая и швейная мастерские, средняя школа, Дом культуры, библиотека, амбулатория, аптека, ветеринарный участок, отделение связи, столовая, магазин, детский сад.

## Население

### Численность
- 2004 год — 290 хозяйств, 659 жителей

### Динамика
- 1858 год — 25 дворов 143 жителя
- 1897 год — 43 двора, 295 жителей (согласно переписи)
- 1930 год — 129 дворов, 714 жителей
- 1940 год — 195 дворов, 772 жителя
- 1959 год — 966 жителей (согласно переписи)
- 2004 год — 290 хозяйств, 659 жителей

## Культура
- Дом культуры
- Музей ГУО «Хуторская базовая школа»

## Достопримечательность
- Могила жертв фашизма (1943) —  Историко-культурная ценность Республики Беларусь, шифр 313Д000780
- Памятник «Скорбящая мать». Открыт 30 июня 1984 года.

## Галерея

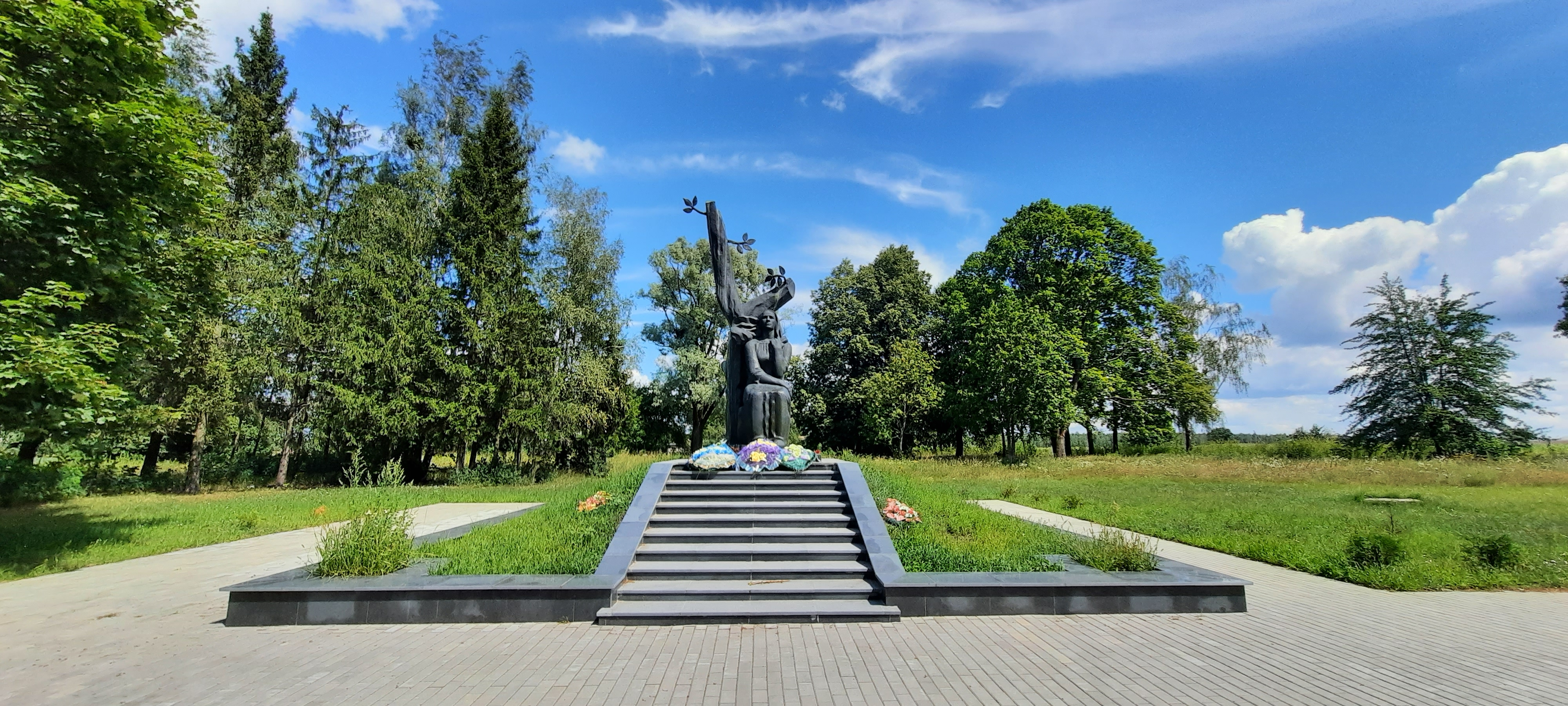
Военный мемориал
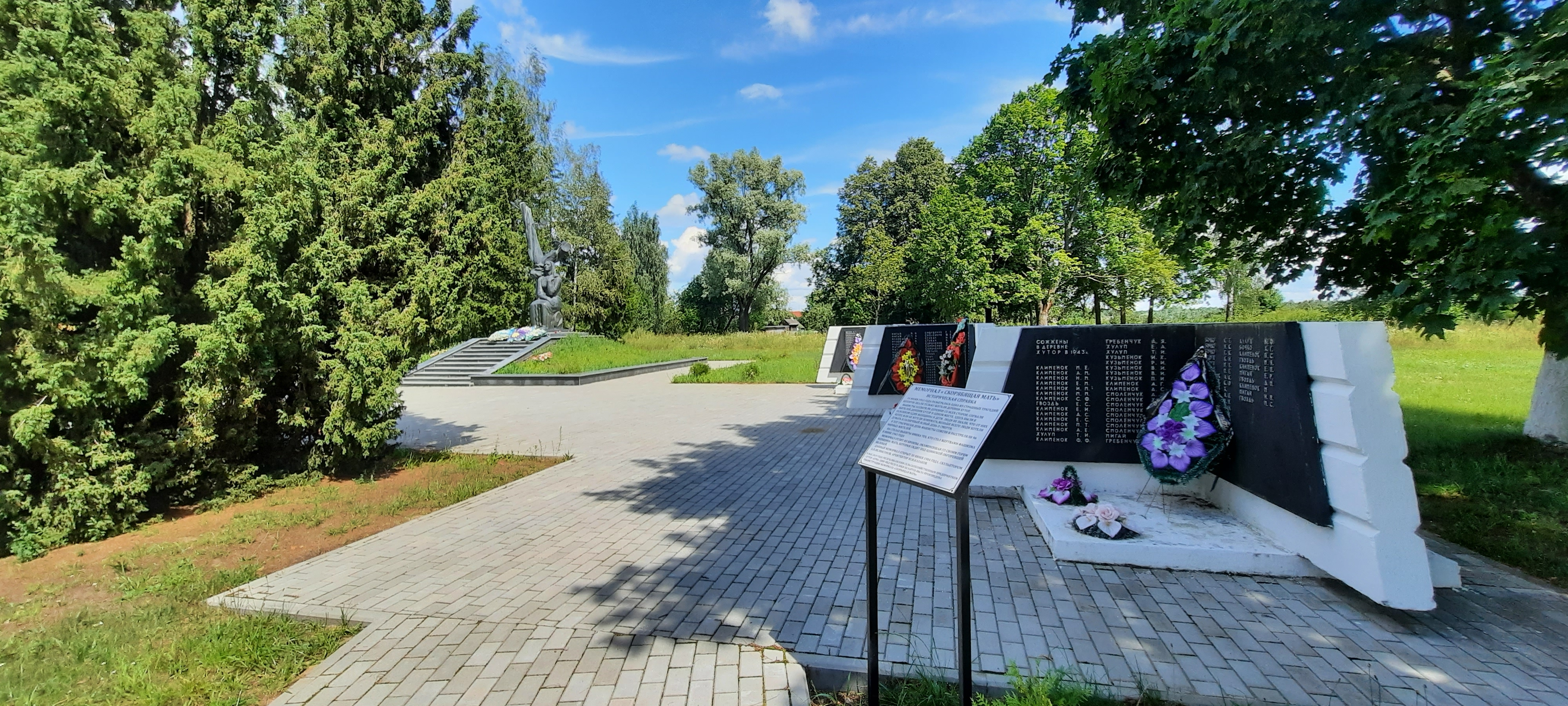
Военный мемориал
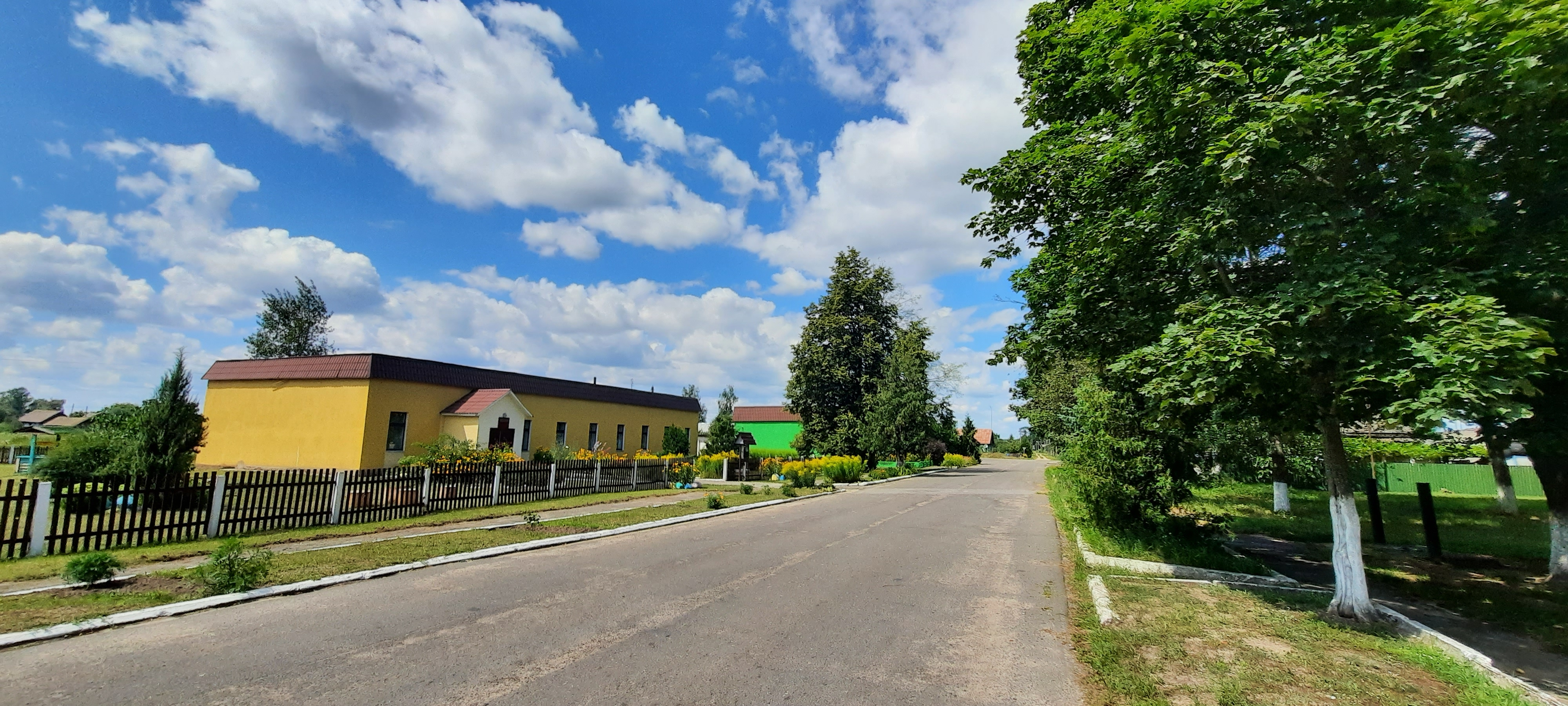
Панорама
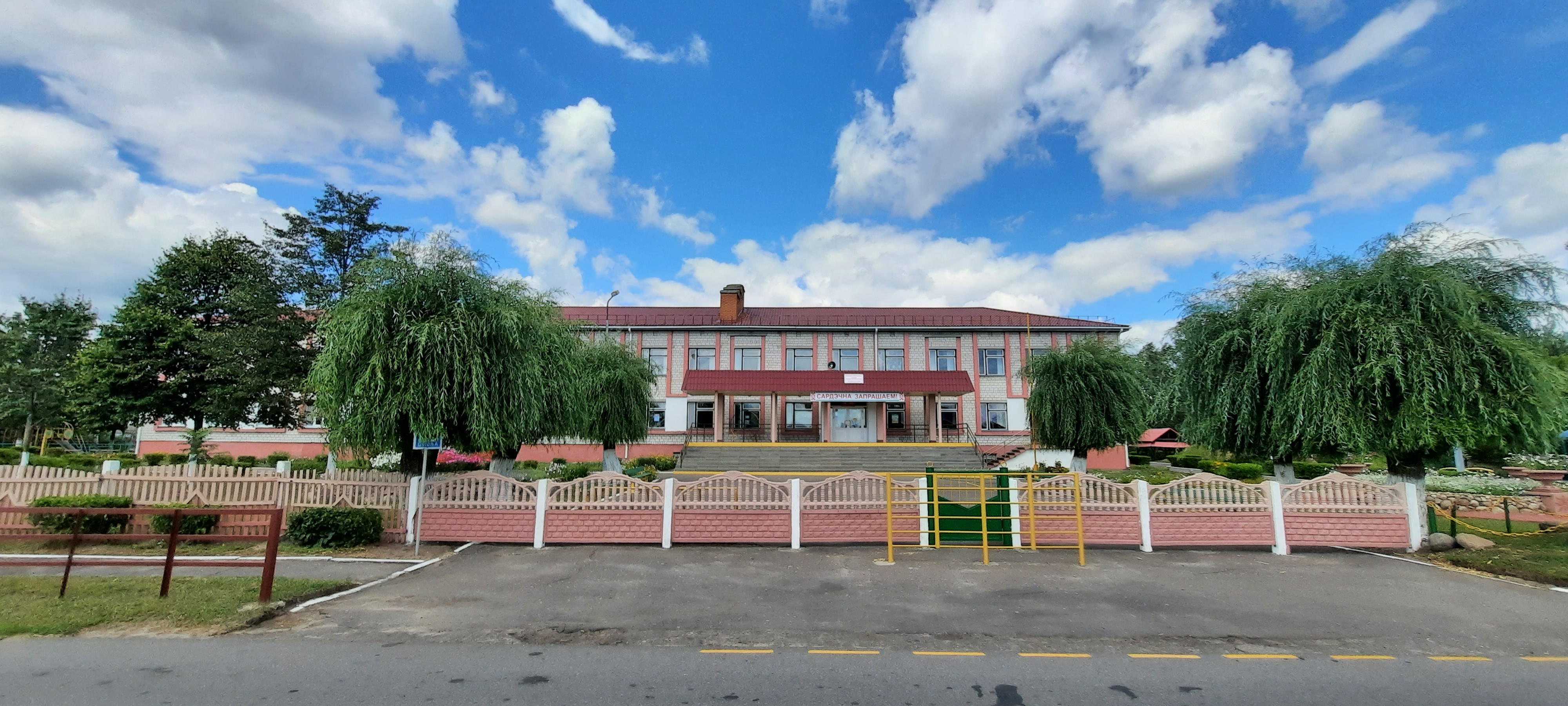
Школа
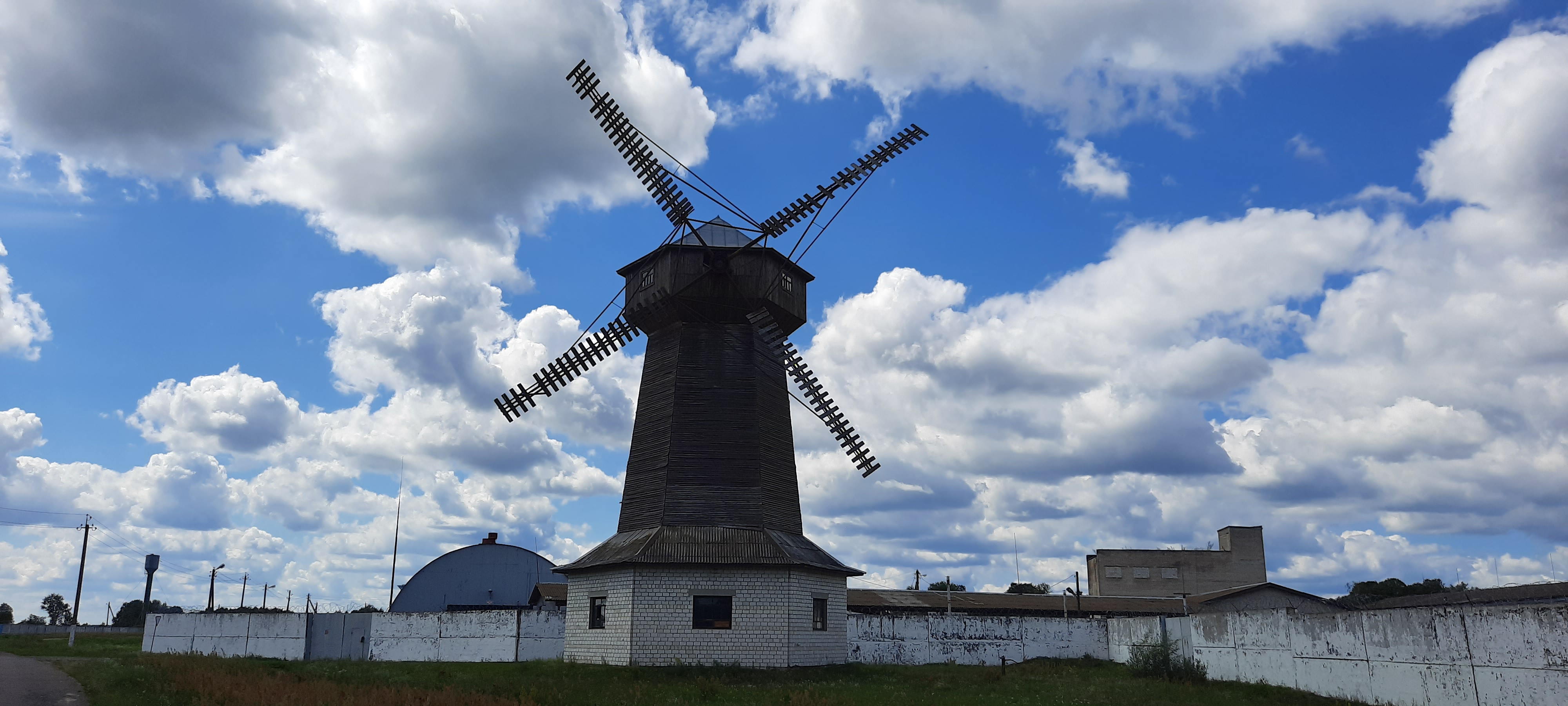
Мельница